# بيج هالي
بيج هالي (بالإنجليزية: Paige Haley)‏ هو مغني أمريكي، ولد في 10 مايو 1966 في أوكلاند في الولايات المتحدة.

## وصلات خارجية
- بيج هالي على موقع IMDb (الإنجليزية)
- بيج هالي على موقع ميوزك برينز (الإنجليزية)
- بيج هالي على موقع أول ميوزيك (الإنجليزية)
- بيج هالي على موقع ديسكوغز (الإنجليزية)